# Бисага Вела (Жут)
43° 52′ 08″ N 15° 20′ 23″ E / 43.86889° С; 15.33972° И
Бисага Вела је ненасељено острвце у хрватском дијелу Јадранског мора. Налази се у Корнатском архипелагу сјевероисточно од острва Жут. Њена површина износи 0,037 km². Дужина обалске линије износи 0,83 km. Грађена је од кречњака кредне старости. Административно припада општини Муртер-Корнати у Шибенско-книнској жупанији.